# Marcell Jankovics (Bergsteiger)

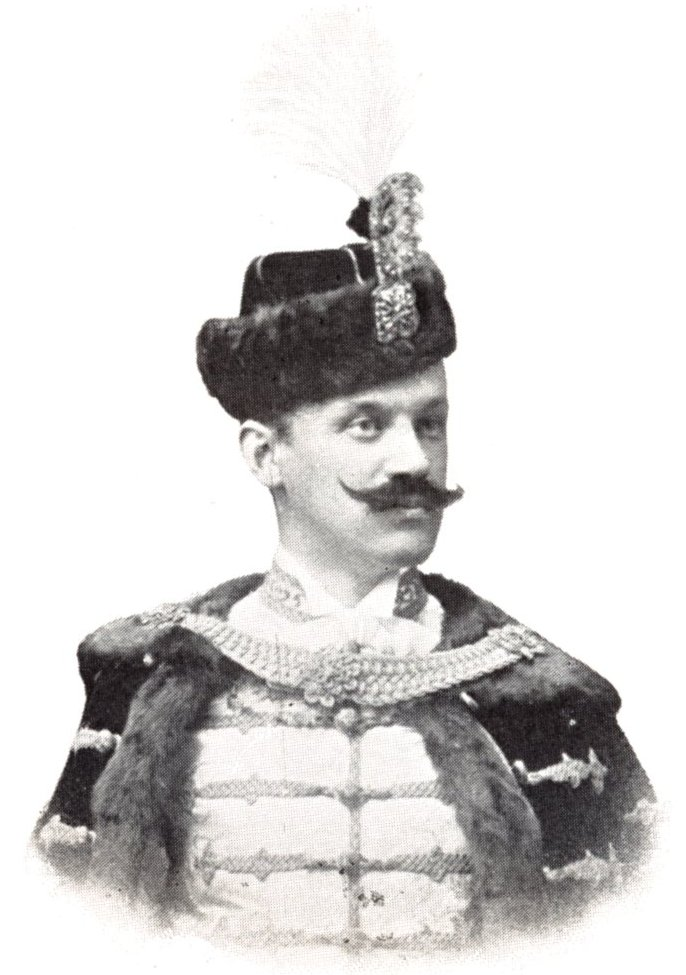
Marcell Jankovics in ungarischer „Gala-Tracht“ (ung. „Díszmagyar“)

Marcell Jankovics (* 3. November 1874 in Gárdospuszta, Komitat Somogy, Österreich-Ungarn; † 12. November 1949 in Budapest, Ungarn) war ein ungarischer Rechtsanwalt, Publizist, Reichstagsabgeordneter und ein bekannter Bergsteiger.

## Leben
Marcell Jankovics entstammt einer alten Familie aus Nemesvid-Gárdospuszta, nahe der kleinen ungarischen Stadt Marcali im Komitat Somogy gelegen. Hier, südlich des „Ungarischen Meeres“, des Plattensees, wurde er am 3. November 1874 als Sohn des Gutsbesitzers Marcell Jankovics d. Ä. (1839–1874) geboren. Er hatte eine ältere Schwester Luisa (1873–1878), die jedoch noch im Kindesalter starb. Die ersten Jahre der Elementarschule besuchte er im nahe gelegenen Nagykanizsa im Komitat Zala. Jankovics durfte seinen Vater nie kennen lernen, da er erst nach dem Tode seines Vaters – als „Posthumus“ – geboren wurde. Als Jankovics acht Jahre alt war, zog die Familie nach Pozsony. Er wurde von seiner Mutter, Eugénia geb. Meszlényi und dem Großvater (mütterlicherseits), dem Honvéd-Oberst Jenő Meszlényi großgezogen.
Wegen seines schlechten Gesundheitszustandes, man vermutete eine Lungenkrankheit, wurde ihm von seinem Hausarzt ein Aufenthalt im Gebirge empfohlen. Bereits bei seiner ersten Reise nach Tirol, wurde er von der Schönheit des Hochgebirges überwältigt. Mit 16 Jahren bestieg er den 3369 Meter hohen Schwarzenstein in den Zillertaler Alpen. Im Jahre 1893 kam er nach Zermatt, wo er, erst 19-jährig, das Breithorn (4164 m ü. M.), seinen ersten Viertausender, bestieg. Die Liebe zu den Bergen ließ ihn zeitlebens nicht mehr los, er begann sich auch in Touristen- und Bergsteigervereinigungen zu engagieren. Er war Autor auch mehrere Bergbücher. Zwischen 1914 und 1920 war er Vorsitzender des Ungarischen Touristenverbandes; 1918–1927 Vorsitzender des Bergsteigerverbandes. Über seine Erlebnisse in den Bergen schrieb er auch mehrere Publikationen. Sein Buch „Az Alpesek“ (dt. „Die Alpen“) erschien erneut im Jahre 2002 auf Initiative des Ungarischen Bergsteigerverbandes.
Nach dem Abitur im Katholischen Gymnasium in Preßburg besuchte er in den Jahren 1892 und 1893 den alten Lajos Kossuth, mit welchem er verwandtschaftlich verbunden war und der in der damaligen Zeit bereits im Exil in italienischen Turin lebte. Kossuth war mit der Schwester seines Großvaters, Terézia Meszlényi verheiratet. Nach seiner Rückkehr begann er ein Jurastudium an der Preßburger Rechtsakademie, das er im Jahre 1897 mit der Promotion zum Dr. jur. abschloss. Im Jahre 1900 eröffnete er eine Anwaltskanzlei in Preßburg, in der er als privater Rechtsanwalt arbeitete. Er war ein begeisterter „Preßburger“ und Lokalpatriot. Auch wenn in Preßburg nicht geboren, betrachtete er Preßburg immer als seine Heimatstadt, da er seit seiner Kindheit hier lebte. In dieser Zeit begann er auch politisch tätig zu werden.
Im Jahre 1905 wurde er für den Bezirk Fülek im damaligen Komitat Nógrád (heute Slowakei) in den Ungarischen Reichstag in Budapest für die „Unabhängigkeits- und 48er Partei“ auch „Kossuth-Partei“ genannt (ung. Függetlenségi és Negyvennyolcas Párt) gewählt. Als Abgeordneter bestritt er zwei Wahlperioden. Außerdem war er Berater des Politikers Ferenc Kossuth, dem einzigen Sohn von Lajos Kossuth.
Jankovics heiratete im Jahre 1904 in Bazin. Seine Ehefrau, Agát geb. Jamnicky (1880–1961) war aus Bazin stämmig und slowakischer- polnischer Herkunft. Aus der Ehe gingen der Sohn Marcell (1906–1970), sowie zwei Töchter Agát (1909–1992) und Judith (1911–1971) hervor.
Nach dem Zusammenbruch der Donaumonarchie war er Verfasser der Petition, die sich gegen den Anschluss Preßburgs an die Tschecho-Slowakei (und für den Verbleib der Stadt bei Ungarn) aussprach und welche den Vertretern der Entente 1919 überreicht wurde. Kaum ein anderer Augenzeuge hat die Ereignisse des Umsturzes in Preßburg so minutiös und mit derart detaillierter Genauigkeit beobachtet und schriftlich festgehalten, wie Jankovics.
Nach 1919 blieb Jankovics jedoch in Preßburg, wo er weiter als Rechtsanwalt arbeitete, aber auch schriftstellerisch tätig war. In dieser Zeit erschienen von ihm zahlreiche Artikel in verschiedenen Zeitschriften und auch mehrere Bücher.

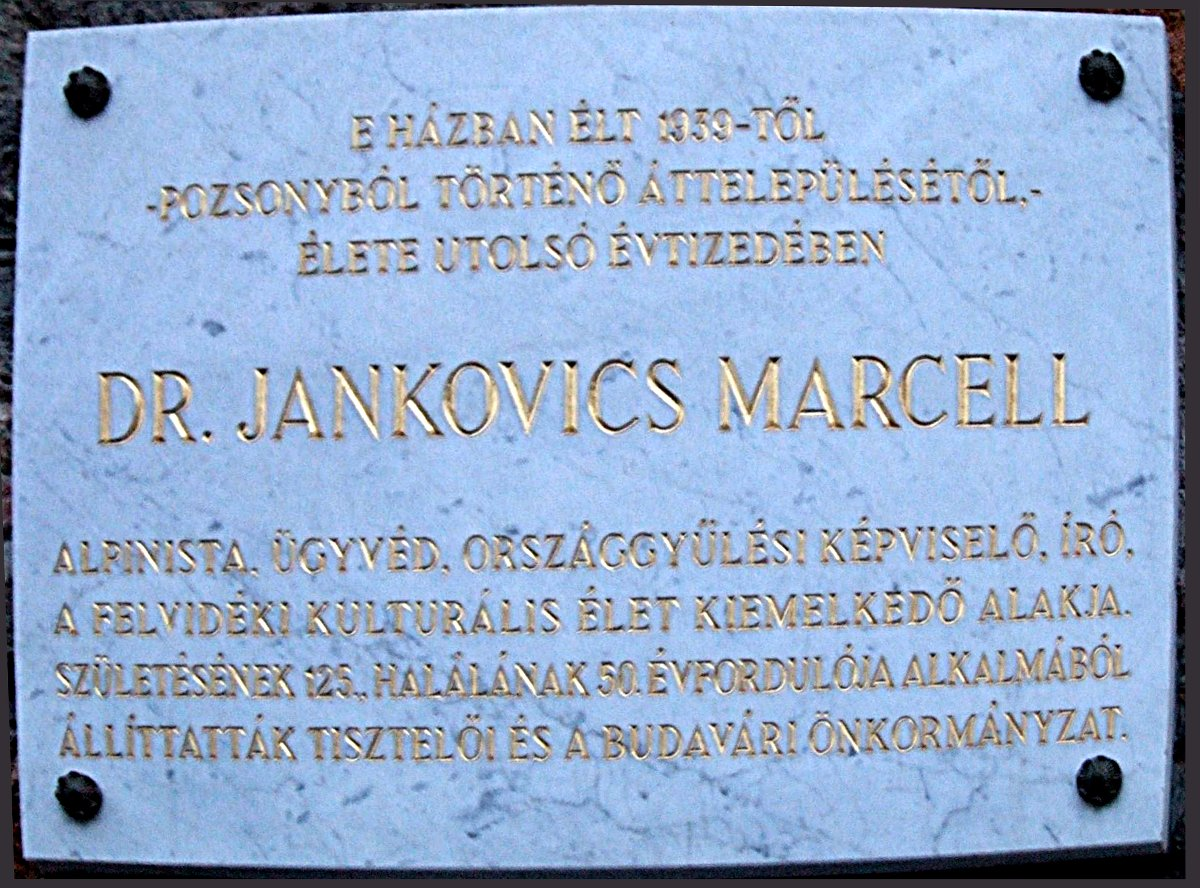
Gedenktafel am Sterbehaus von Jankovics (Budapest, Pauler utca 19). Die deutsche Übersetzung lautet: „In diesem Haus lebte seit 1939 nach seinem Umzug aus Preßburg Dr. Marcell Jankovics Alpinist, Rechtsanwalt, Reichstagsabgeordneter und Schriftsteller. Ein bedeutender Funktionär des Kulturlebens in der Slowakei. Aus Anlass seines 125. Geburtstages und 50. Todestages errichtet von seinen Verehrern und der Bezirksverwaltung Buda“

An den Ereignissen des Umsturzes von 1918 zerbrach er nicht, sondern entwickelte eine erstaunliche innere Kraft, um auch weiterhin kulturpolitisch tätig zu sein. Politisch stand er den Ungarischen Christsozialistischen Bewegung nahe (ung. Magyar Keresztényszocialista Mozgalom). Zwischen 1925 und 1938 war er Vorsitzender des „Toldy Kreises“ einer Institution, die sich für die Stärkung der ungarischen Kultur und Bildung einsetzte. Außerdem leitete er als Vorsitzender den Ungarischen Kulturverband in der Slowakei [ung. Szlovenszkói Magyar Kultúregylet].
Im Jahre 1939 verließ er Preßburg und siedelte nach Budapest um. Die letzten zehn Jahre seines Lebens verbrachte er in der Pauler Gasse 19, die im Ofen [ung. Buda] liegt.
Marcell Jankovics verstarb am 12. November 1949 in Budapest und wurde im „Farkasréti temető“ („Friedhof auf der Wolfswiese“) in Budapest beigesetzt. Die Budapester Friedhofsverwaltung wandelte seine Grabstelle in ein Ehrengrab um, das unter Denkmalschutz steht.
Der Buchautor und Filmregisseur Marcell Jankovics ist der Enkel von Marcell Jankovics.

## Publizistische Tätigkeit
Marcell Jankovics war nahezu sein ganzes Leben lang publizistisch tätig. Alle seine Publikationen erschienen jedoch nur in ungarischer Sprache.
Nach 1945 kamen Jankovics's Werke auf den Index verbotener Bücher und seine zahlreichen Schriften durften 60 Jahre lang nicht veröffentlicht und gedruckt werden. Das nun erstmals in deutscher Ausgabe vorliegende Buch „Zwanzig Jahre in Preßburg“ [Originaltitel: „Húsz esztendő Pozsonyban“] erschien in erster ungarischer Ausgabe im Jahre 1939, dann kam es ebenfalls auf den Index. Dieses Buch ist eines der wichtigsten Augenzeugenberichte jener Zeit und ein wichtiges Zeitdokument, da Jankovics darin minuziös die Ereignisse des Umsturzes 1918/1919 und das Leben bis 1939 in Preßburg schildert.